# انتحاء كيميائي

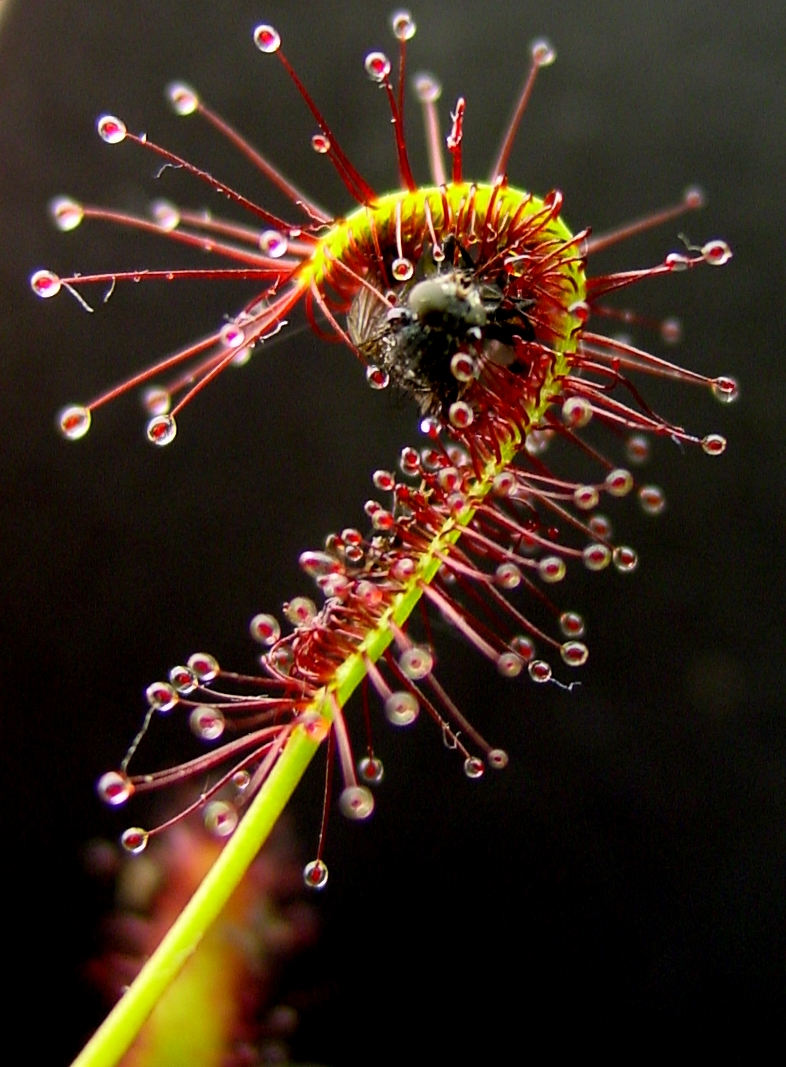

الانتحاء الكيميائي أو الاستجابة الكيميائية أو الانتحاء الكيماوي (بالإنجليزية: Chemotropism)‏ هي عملية نمو الكائنات الحية (أو أجزاء من الكائن الحي، بما في ذلك الخلايا الفردية) مثل البكتيريا والنباتات، استجابة لمادة كيميائية من خارج الكائن الحي أو جزء الكائن الحي. ففي النبات مثلاً، وبعد عملية تلقيح الزهرة، ينمو أنبوب اللقاح في اتجاه سفلي عبر المسيم والقلم، فيدخل البويضة من خلال فتحة النقير. إن نمو أنبوب اللقاح، استجابة للمواد الكيميائية التي تنتجها البويضة، هو مثال على الانتحاء الكيميائي.
نميز في الانتحاء الكيميائي بين نوعين:
- انتحاء كيميائي موجب :استجابة الحيوانات المنوية للمواد الكيميائية الفرزة من طرف البويضة، مما يجعل الحيوانات المنوية تستجيب بشكل ايجابي فتتجه نحو البويضة من أجل تخصيبها.
- انتحاء كيميائي سالب :استجابة البكتيريا لبعض الفيرومونات التي تفرزها النباتات من أجل الدفاع عن نفسها.